# Golferenzo
Golferenzo (lombardul: Gulfrens) település Olaszországban, Lombardia régióban, Pavia megyében. Lakosainak száma 171 fő (2023. január 1.). Golferenzo Montecalvo Versiggia, Santa Maria della Versa, Volpara és Alta Val Tidone községekkel határos.

## Népesség
A település lakossága az elmúlt években az alábbi módon változott:
| Lakosok száma | 193  | 195  | 171  |
|               | 2017 | 2018 | 2023 |